# SIF5 Oltenia
Societatea de Investiții Financiare Oltenia S.A - prescurtat: SIF Oltenia (SIF5) este o persoană juridică română, constituită ca societate pe acțiuni în noiembrie 1996, ca succesor al Fondului Proprietății Private V Oltenia înființat în 1993, cu sediul la Craiova. SIF Oltenia este una dintre cele cinci societăți de investiții financiare listate la Bursa de Valori București. 
SIF Oltenia este o societate de investiții de tip închis care se autoadministrează, încadrată în categoria Alte Organisme de Plasament Colectiv (AOPC) cu o politică de investiții diversificată.
Societatea deține în activ pachete de acțiuni la societăți bancare (de exemplu Banca Comercială Română), societăți din industria chimică, farmaceutică, metalurgică și altele.
În anul 2007, activele societății au fost de 1,12 miliarde lei, și societatea a avut un profit de 86,8 milioane lei.
Veniturile companiei:
- 2009: 261,8 milioane lei (61,7 milioane euro)[2]
- 2008: 122,2 milioane lei[2]

Profit net:
- 2009: 187,3 milioane lei (44,2 milioane euro)[2]
- 2008: 87,6 milioane lei[2]